# Člověkohodina
Člověkohodina (zkratka č-h, c-h nebo MH) znamená čas odpovídající práci průměrného pracovníka po dobu jedné hodiny. Počet člověkohodin tak popisuje množství času, nutného ke splnění úkolu. Je to pouze teoretická veličina, neboť předpokládá nepřerušované provádění práce. V praxi je obvykle práce přerušována různými dalšími činnostmi – odpočinkem, jídlem, spánkem apod. Skutečná doba je proto delší nebo naopak kratší, pokud se na plnění úkolu podílí více lidí.
Jedná se o jednotku používanou například při řízení projektů, plánování a dělbě práce.
Podobnou jednotkou je člověkoden.